# Перспективні ресурси нафти, газу та конденсату
Перспективні ресурси нафти, газу та конденсату (рос. перспективные ресурсы нефти, газа и конденсата; англ. prospective resources of oil, gas and condensate, нім. perspektivische Erdöl-, Gas- und Kondensatressourcen f pl) — передбачувані запаси нафти, газу та конденсату на підготовлених для глибокого буріння площах, які знаходяться в межах нафтогазоносного району, а також у нерозкритих бурінням пластах розвідуваних родовищ, продуктивність яких встановлена на інших родовищах району. Згідно з класифікацією запасів родовищ перспективних і прогнозних ресурсів нафти і горючих газів, перспективні ресурси належать до категорії С3. Вони враховуються в державних балансах запасів і використовуються при плануванні пошуково-розвідувальних робіт і приросту запасів нафти, газу і конденсату категорій С1 і С2. 